# Парламент Арубы
Парламент Арубы (папьям. Parlamento di Aruba, нидерл. Staten van Aruba) — однопалатный законодательный орган (парламент) Арубы. Парламент состоит из 21 члена, избираемых на четыре года по пропорциональному принципу. Каждый депутат занимает свое место до роспуска парламента, который происходит каждые четыре года на всеобщих выборах. Лидер партии, набравшей большинство мест, обычно становится премьер-министром. 

## Результаты последних выборов

### 2021
Последние выборы состоялись 25 июня 2021 года, в результате которых было сформировано коалиционное правительство между Народное избирательное движение и RAIZ.
| Партия                                        | Голоса | %     | Места | +/–          |
| --------------------------------------------- | ------ | ----- | ----- | ------------ |
| Народное избирательное движение               | 20,701 | 35.32 | 9     | 0            |
| Народная партия Арубы                         | 18,348 | 31.31 | 7     | –2           |
| RAIZ                                          | 5,481  | 9.35  | 2     | +2           |
| Движение за суверенитет Арубы                 | 4,681  | 7.99  | 2     | +2           |
| Accion 21                                     | 3,410  | 5.82  | 1     | Новая партия |
| Патриотическая партия Арубы                   | 1,785  | 3.05  | 0     | 0            |
| Демократическая сеть                          | 1,784  | 3.04  | 0     | –1           |
| Гордый и уважаемый народ                      | 661    | 1.13  | 0     | –2           |
| Патриотический прогрессивный союз             | 622    | 1.06  | 0     | 0            |
| Pueblo Prome                                  | 575    | 0.98  | 0     | Новая партия |
| Cristiannan Uni Reforzando Potencial di Aruba | 309    | 0.53  | 0     | 0            |
| Hubentud Treciendo Cambio                     | 249    | 0.42  | 0     | Новая партия |

## Здание парламента
В 1975 году здание парламента было открыто для Совета острова Аруба. У совета не было собственного здания, и он арендовал помещения в Ораньестаде в течение почти 25 лет. Здание официально называлось на папьям. Edificio di parlemento di Aruba. 1 января 1986 года Арубе был предоставлен статус независимой страны, что сделало ее составной частью Королевства Нидерландов. Парламент Арубы стал преемником Совета острова.

В 2011 году началось строительство большой пристройки к зданию парламента.

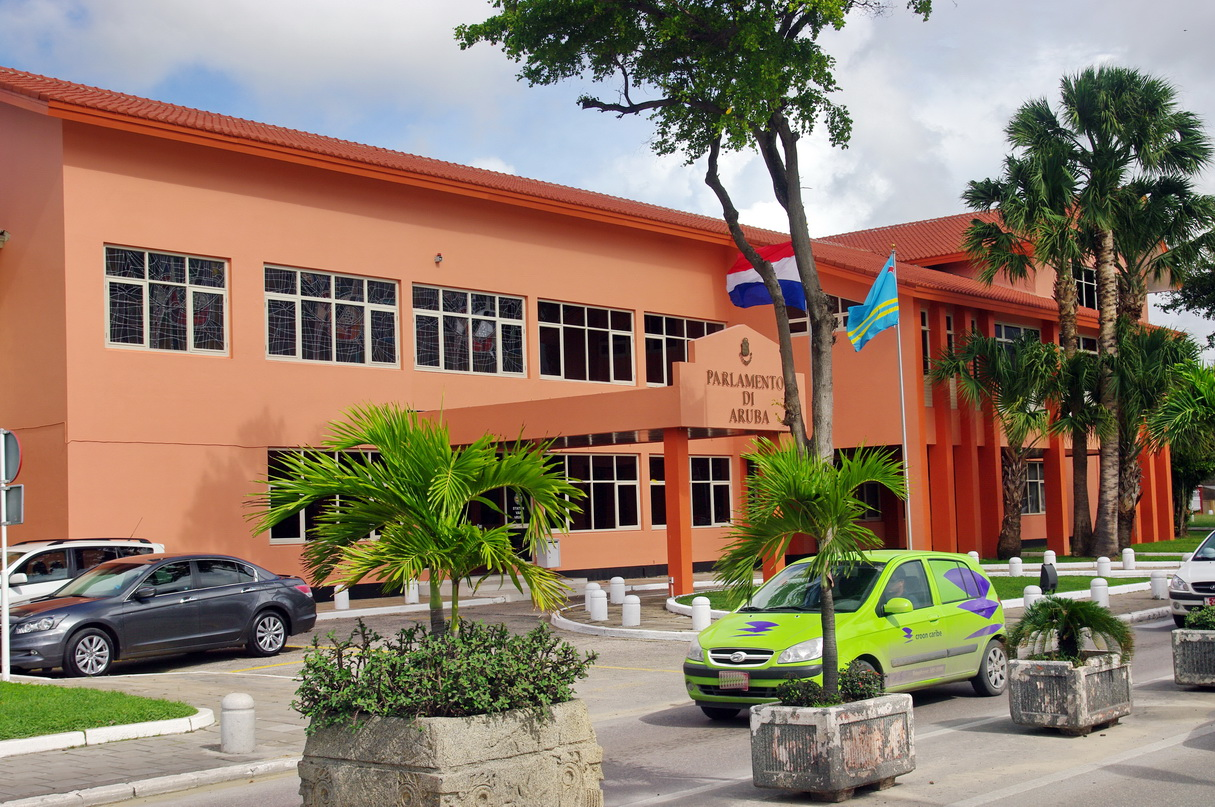
Здание парламента в 2011 году
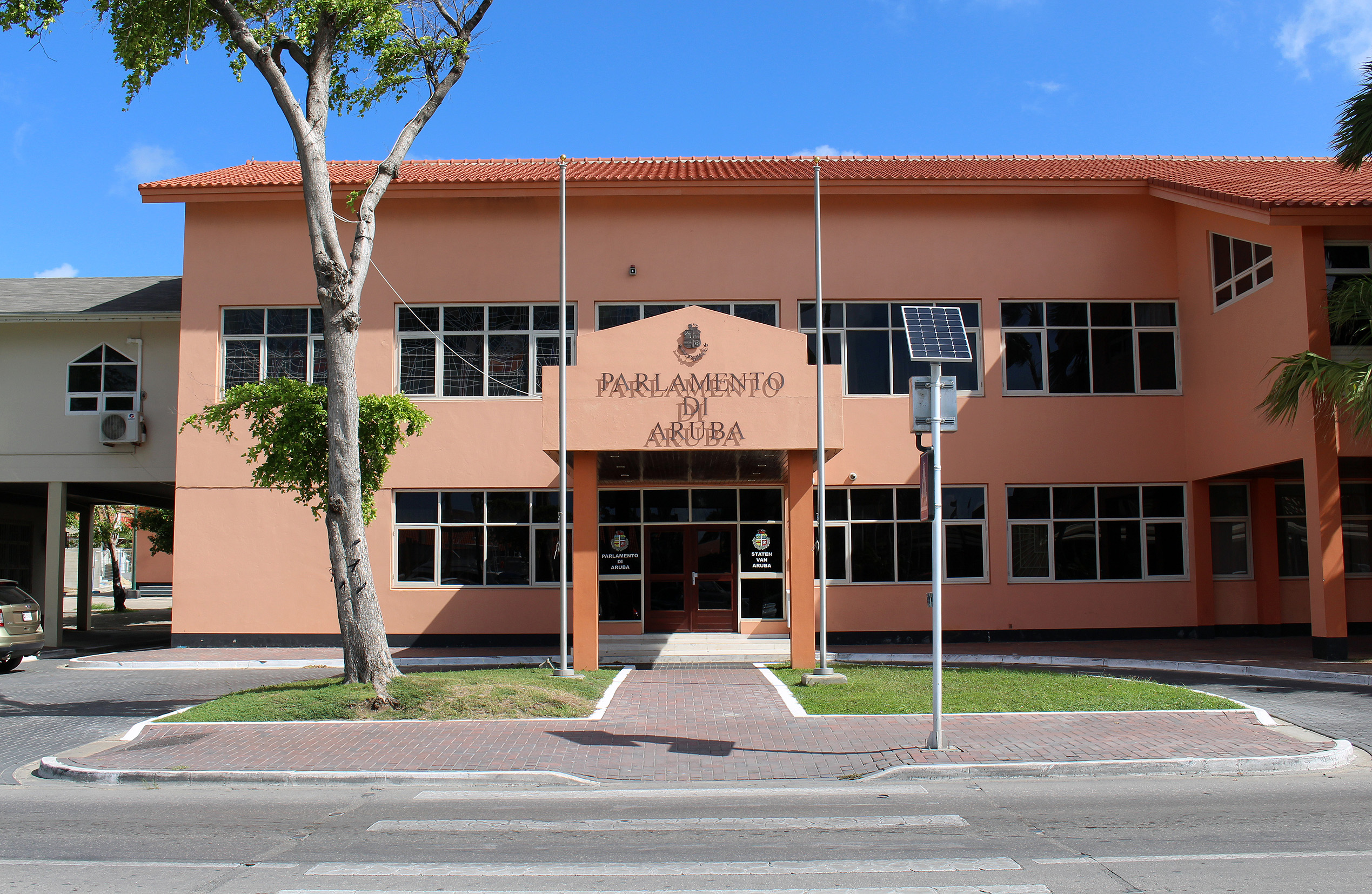
Здание парламента в 2014 году
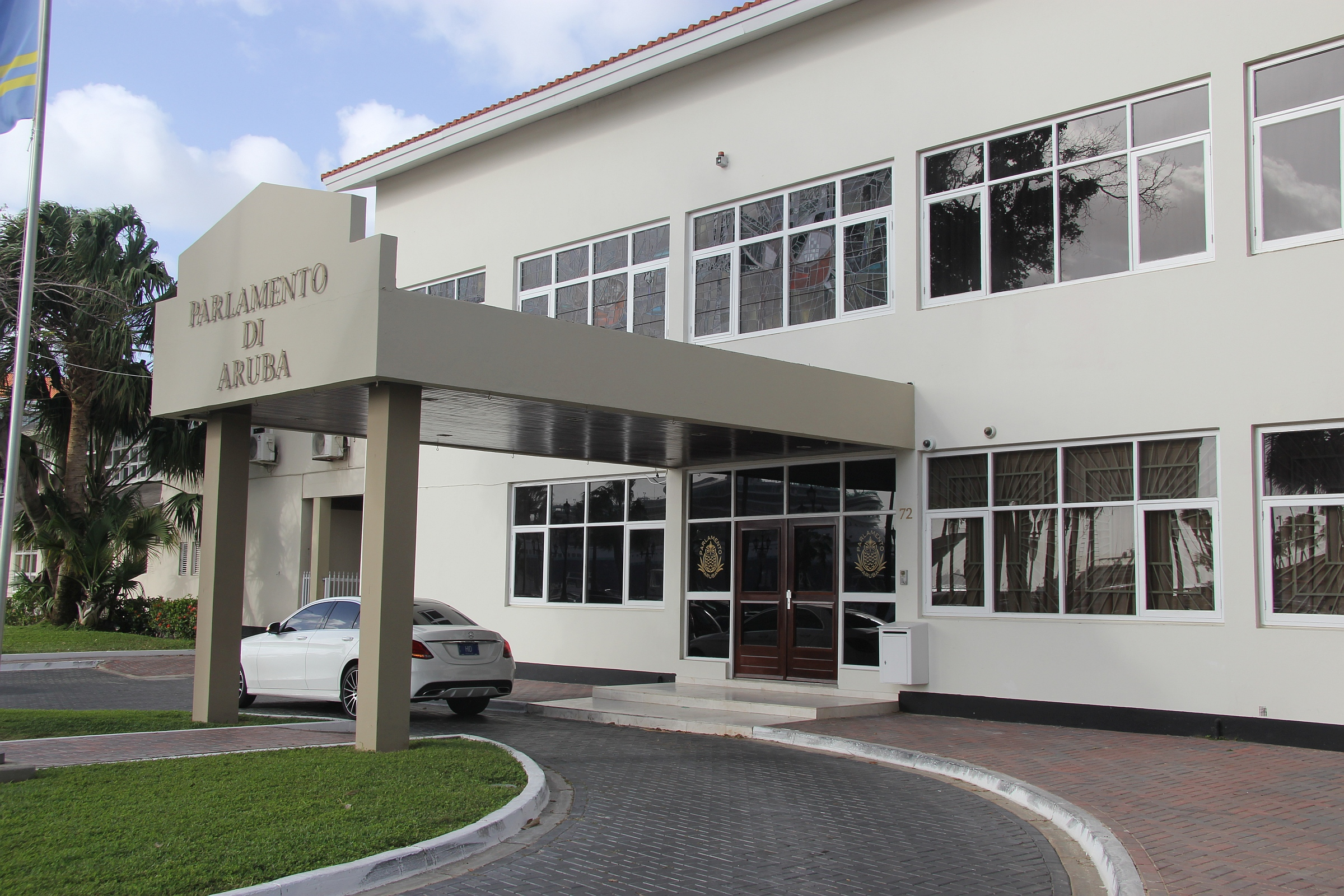
Здание парламента в 2016 году
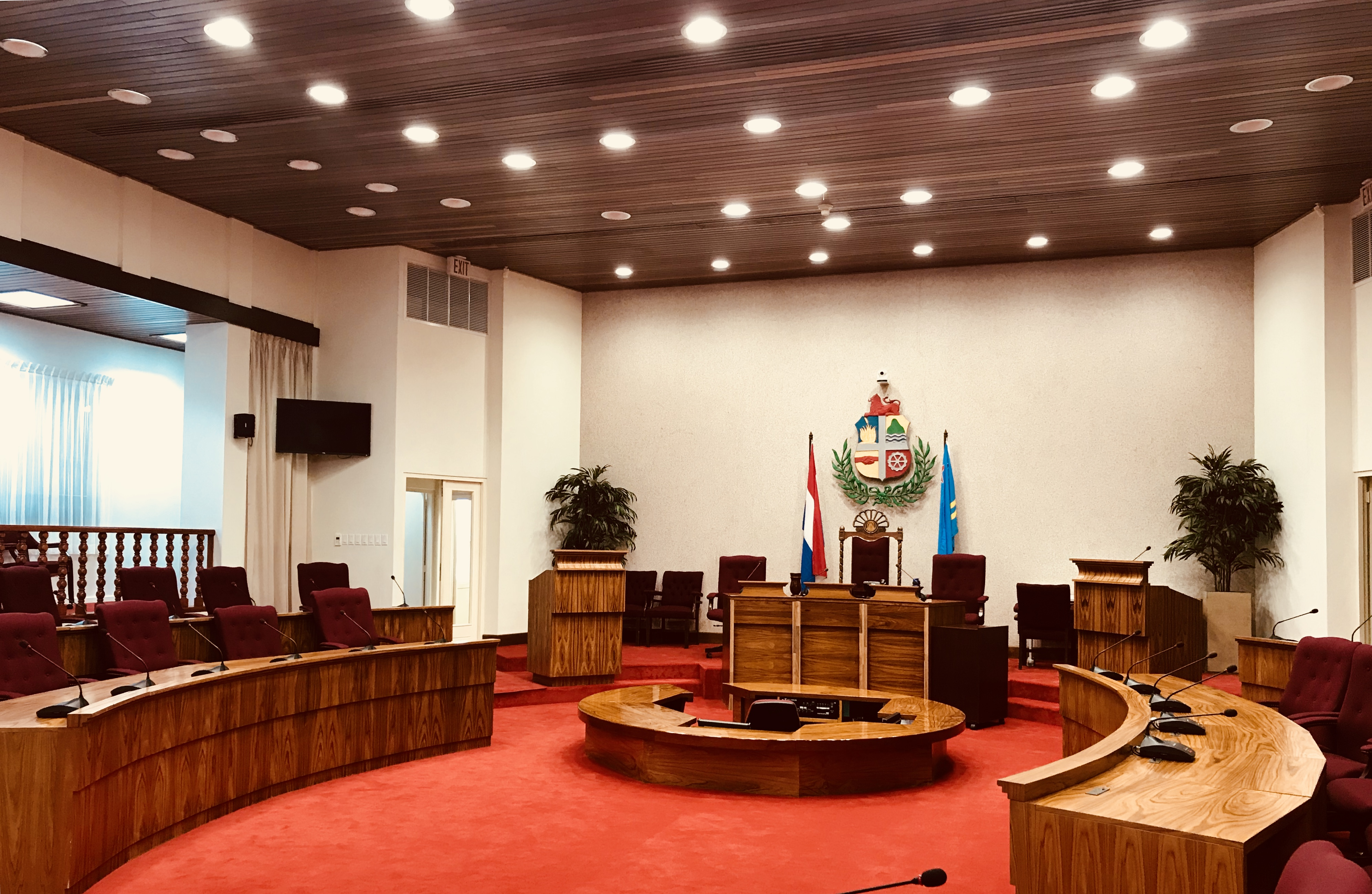
Внутри здания парламента
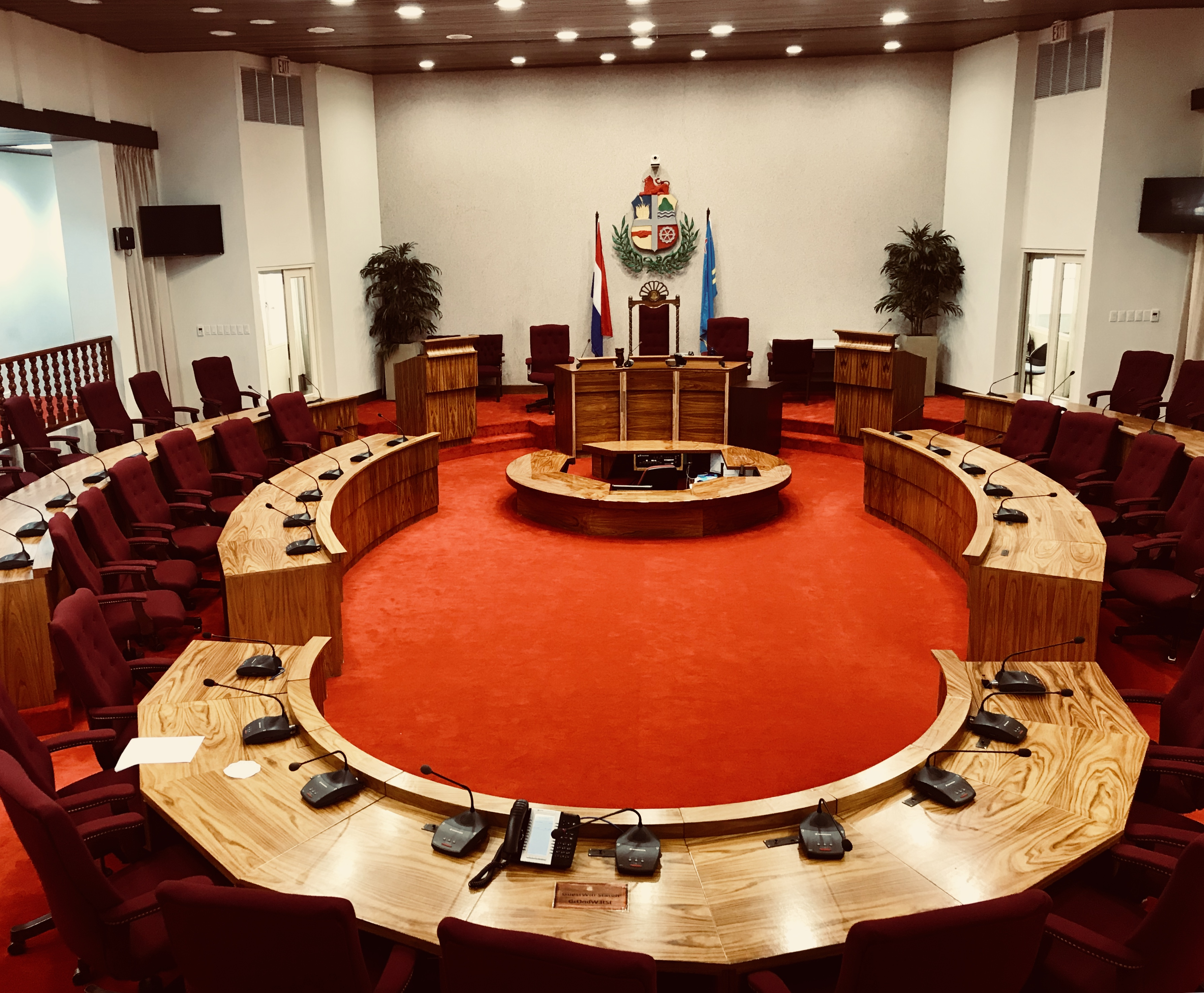
Внутри здания парламента